# Oxathiolane

la céviméline, un exemple d'oxathiolane comme l'emtricitabine et la lamivudine, deux antirétroviraux puissants.

Les oxathiolanes sont une famille de composés organiques comportant un hétérocycle à cinq atomes, constitué de trois atomes de carbone, d'un atome d'oxygène et d'un atome de soufre.

à droite, la 1,3-oxathiolane, à gauche la 1,2-oxathiolane.

La 1,3-Oxathiolane se prête davantage aux recherches en chimie, la distance entre le soufre et l'oxygène du cycle permettant une plus grande diversité de réactions.
Les dérivés insaturés sont appelés oxathiolènes. les sultines et sultones ont des structures similaires.